# Vaccinium insigne
Vaccinium insigne är en ljungväxtart som beskrevs av J. J. Smith. Vaccinium insigne ingår i Blåbärssläktet, och familjen ljungväxter. Inga underarter finns listade i Catalogue of Life.